# أنغاراد ماير
أنغاراد ماير (بالإنجليزية: Angharad Mair)‏ (مواليد آذار\مارس 1960) هي مقدم برامج ويلزية، كانت سابقاً المقدمة الرئيسية في البرنامج الإخباري الليلي إس فور سي ‏ باللغة الويلزية، وبرنامج Heno وبرنامج بي بي سي ويلز الإخباري، وبرنامج ويلز اليوم.

## وصلات خارجية
- أنغاراد ماير على موقع الاتحاد الدولي لألعاب القوى (الإنجليزية)
- أنغاراد ماير على موقع ThePowerOf10.info (الإنجليزية)
- أنغاراد ماير على موقع رابطة إحصائيات سباق الطريق (الإنجليزية)